# Marjorie Best
Marjorie Best (* 10. April 1903 in Jacksonville, Illinois, USA; † 14. Juni 1997 in Toluca Lake, Kalifornien, USA) war eine US-amerikanische Kostümbildnerin.

## Leben
Nach dem Abschluss der Highschool zog Marjorie Best nach Los Angeles, um dort an das Chouinard Art Institute, einem Zweig des California Institute of the Arts, zu gehen. Später arbeitete sie als Designerin für verschiedene bekannte Modehäuser. Als Warner Bros. 1936 "United Costumes" aufkaufte, wurde Marjorie, die dort tätig war, das Angebot unterbreitet, für die Kostümabteilung des Filmstudios zu arbeiten. Das Angebot nahm sie an, und in den folgenden Jahren erwarb sie sich einen guten Ruf. Besonders ihre Arbeiten an Herrenkostümen in Farbfilmen fand großen Beifall, was sich in einem Gewinn des Oscars und drei weiteren Nominierungen ausdrückte. Bis 1965 arbeitete Marjorie Best an über 40 Filmen mit. Am 14. Juni 1997 verstarb sie an den Folgen eines Herzleidens.

## Auszeichnungen
- 1950: Gewinn des Oscars für Die Liebesabenteuer des Don Juan geteilt mit Leah Rhodes und William Travilla
- 1957: Oscarnominierung für Giganten zusammen mit Moss Mabry
- 1961: Oscarnominierung für Sunrise at Campobello
- 1966: Oscarnominierung für Die größte Geschichte aller Zeiten zusammen mit Vittorio Nino Novarese

## Filmografie (eine Auswahl)
- 1938: Die Abenteuer des Marco Polo (The Adventures of Marco Polo) ungenannt
- 1941: Lord Nelsons letzte Liebe (That Hamilton Woman) ungenannt
- 1943: Liebeslied der Wüste (The Desert Song)
- 1946: Der Himmel voller Geigen (The Time, the Place and the Girl)
- 1948: Der Herr der Silberminen (Silver River) ungenannt
- 1948: Die Liebesabenteuer des Don Juan (Adventures of Don Juan) ungenannt
- 1949: Stern vom Broadway (Look for the Silver Lining)
- 1950: Montana
- 1950: Herr der rauhen Berge (Rocky Mountain)
- 1950: The Daughter of Rosie O’Grady
- 1950: Zwischen zwei Frauen (Bright Leaf) ungenannt
- 1950: Der Rebell (The Flame and the Arrow)
- 1950: Todfeindschaft (Dallas)
- 1950: Juwelenraub um Mitternacht (The Great Jewel Robber)
- 1950: Herr der rauhen Berge (Rocky Mountain)
- 1951: Romanze mit Hindernissen (On Moonlight Bay)
- 1951: In all meinen Träumen bist Du (I'll See You in My Dreams)
- 1951: Überfall am Raton-Paß (Raton Pass)
- 1951: Den Hals in der Schlinge (Along the Great Divide)
- 1951: Das letzte Fort (Fort Worth)
- 1951: Die Teufelsbrigade (Distant Drums)
- 1952: Der rote Korsar (The Crimson Pirate)
- 1952: Im Banne des Teufels (The Iron Mistress)
- 1952: Vater werden ist nicht schwer (Room for One More) (Room for One More)
- 1952: Sabotage (Carson City)
- 1953: Der brennende Pfeil (The Charge at Feather River)
- 1953: El Khobar – Schrecken der Wüste (The Desert Song)
- 1953: Wilde Glut (Blowing Wild)
- 1954: Weißer Herrscher über Tonga (His Majesty O'Keefe)
- 1954: Der Talisman (King Richard and the Crusaders)
- 1954: Der silberne Kelch (The Silver Chalice)
- 1956: Geheime Fracht (Santiago)
- 1956: Horizont in Flammen (The Burning Hills)
- 1956: Giganten (Giant)
- 1957: Herrscher über weites Land (The Big Land)
- 1957: Schussbereit (Shoot-Out at Medicine Bend)
- 1957: Weint um die Verdammten (Band of Angels)
- 1958: Von Panzern überrollt (Darby's Rangers)
- 1958: Im Höllentempo nach Fort Dobbs (Fort Dobbs)
- 1958: Einer muß dran glauben (The Left Handed Gun)
- 1959: Der Galgenbaum (The Hanging Tree)
- 1959: Rio Bravo
- 1959: Geschichte einer Nonne (The Nun's Story)
- 1959: Man nannte ihn Kelly (Yellowstone Kelly)
- 1959: Die Madonna mit den zwei Gesichtern (The Miracle)
- 1960: Er kam, sah und siegte (Guns of the Timberland)
- 1960: Mit einem Fuß in der Hölle (Sergeant Rutledge)
- 1960: Das Dunkle am Ende der Treppe (The Dark at the Top of the Stairs)
- 1960: Sunrise at Campobello
- 1961: Jenseits des Ruwenzori (The Sins of Rachel Cade)
- 1961: Die Comancheros (The Comancheros)
- 1962: Zärtlich ist die Nacht (Tender Is the Night)
- 1962: Texas-Show (State Fair)
- 1963: Sommer der Erwartung (Spencer's Mountain)
- 1965: Die größte Geschichte aller Zeiten (The Greatest Story Ever Told)